# 王嶷 (中山王氏)
王嶷，字安寿，北魏官员，自称太原郡晋阳县（今山西省太原市）人。王叡弟弟王亮之子，王洪寿的弟弟。
王嶷被任命为奉朝请，后来转任为中散大夫。因病归于乡里，移居上党。七十一岁时去世。其子王夷，字景预。有文才，年轻时工于诗咏，知名于当世。没有当官就去世了。